# 王梴
王梴（1493年—？年），字子長，浙江寧波府象山縣人，民籍，明朝政治人物。

## 生平
治《詩經》，嘉靖十年（1531年）由縣學生中式辛卯科浙江鄉試第十六名舉人，嘉靖十一年（1532年）聯捷壬辰科會試中式第六名，第三甲第一百九十八名進士。觀禮部政，授中書舍人，十六年四月擬授兵科給事中，皇帝不允許，改陞工部員外郎、郎中，十九年十一月出為江西左參議，二十四年三月升山東副使、湖廣參政，閑住。

## 家族
行三十五，曾祖王在明，知縣；祖王京，推官；父王渙，監察御史；母周氏。永感下，妻吳氏，兄林；桓；木景；檄；楷（訓導）；模（訓術）；橋；木昻；櫕，弟棟；極；楠；楊。子王文照（知縣）。